# La Estancia, Morelia
La Estancia är en ort i Mexiko.   Den ligger i kommunen Morelia och delstaten Michoacán de Ocampo, i den södra delen av landet, 230 km väster om huvudstaden Mexico City. La Estancia ligger 2 038 meter över havet och antalet invånare är 789.
Terrängen runt La Estancia är kuperad åt nordost, men åt sydväst är den platt. Runt La Estancia är det tätbefolkat, med 493 invånare per kvadratkilometer. Närmaste större samhälle är Morelia, 17,9 km nordost om La Estancia. I omgivningarna runt La Estancia växer huvudsakligen savannskog.